# Југославија на Светском првенству у атлетици на отвореном 1987.
СФР Југославија је учествовала на 2. Светском првенству на отвореном 1987. одржаном од 28. августа до 6. септембра у Риму, на стадиону Олимпико.
На првенству у Риму Југославију је предствљало 12 спортиста (10 мушкараца и 2 жене) који су се такмичили у 8 дисциплина.
Југославија није освојила ниједну медаљу, а најбољи пласман остварили су такмичари у трци на 800 метара. У мушкој конкуренцији Слободан Поповић био је седми, а у женској Слободанка Чоловић осма у финалу.
Постигнут је један национални (штафета 4 х 400 м) и два лична рекорда (800 м).

## Учесници
| Бр. | Дисциплина    | Мушкарци | Жене                                     | Укупно |
| --- | ------------- | --- | ---------------------------------------- | ------ |
| 1   | 400 м         | Исмаил Мачев, АК Црвена звезда, Београд |                                          | 1      |
| 2   | 800 м         | Слободан Поповић, АК Црвена звезда, Београд | Слободанка Чоловић, АК Славонија, Осијек | 2      |
| 3   | 400 м препоне | Рок Копитар, АК Кладивар, Цеље |                                          | 1      |
| 4   | маратон       | Мирко Виндиш, АК Птуј, Птуј |                                          | 1      |
| 5   | Скок увис     | Сашо Апостоловски, АК Олимпија, Љубљана | Амра Темим, АК Вележ Мостар              | 2      |
| 6   | Троскок       | Ђорђе Кожул, АК Младост Загреб, Загреб |                                          | 1      |
| 7   | Бацање копља  | Сејад Крџалић, АК Партизан, Београд Иван Мустапић, АК Партизан, Београд |                                          | 2      |
| 7   | 4 х 400 м     | Бранислав Караулић, АК Црвена звезда, Београд Слободан Поповић*, АК Црвена звезда, Београд Слободан Бранковић АК Партизан, Београд Исмаил Мачев*, АК Црвена звезда, Београд |                                          | 2*     |
|     | Укупно (8)    | 10 | 2                                        | 12     |

- Исмаил Мачев и Слободан Поповић су учествовали у по две дисциплине, засто нису евидентирани у броју такмичара у штафети

## Резултати

### Мушкарци
| Атлетичар                                                           | Дисциплина    | Лични рекорд | Квалификације | Квалификације | Четвртфинале         | Четвртфинале         | Полуфинале           | Полуфинале           | Финале                | Финале        | Детаљи |
| Атлетичар                                                           | Дисциплина    | Лични рекорд | Резултат      | Место         | Резултат             | Место                | Резултат             | Место                | Резултат              | Место         | Детаљи |
| ------------------------------------------------------------------- | ------------- | ------------ | ------------- | ------------- | -------------------- | -------------------- | -------------------- | -------------------- | --------------------- | ------------- | ------ |
| Исмаил Мачев                                                        | 400 м         | 46,27        | 46,30         | 6 у гр. 3     | Није се квалификовао | Није се квалификовао | Није се квалификовао | Није се квалификовао | Није се квалификовао  | 28 / 46 (48)  | [ 1 ]  |
| Слободан Поповић                                                    | 800 м         |              | 1:47,42       | 3 у гр. 3 КВ  | 1:45,15 ЛР           | 4 чф. 2              | 1:45,33              | 5 у пф 1 кв          | 1:45,07 ЛР            | 7 / 41 (45)   | [ 2 ]  |
| Рок Копитар                                                         | 400 м препоне | 49,11 НР     | 51,53         | 7 у гр. 3     |                      |                      | Није се квалификовао | Није се квалификовао | Није се квалификовао  | 30 / 32 (34)  | [ 3 ]  |
| Мирко Виндиш                                                        | маратон       |              |               |               |                      |                      |                      |                      | 2:18:09               | 14 / 47 (67)  | [ 4 ]  |
| Сашо Апостоловски                                                   | скок увис     |              | 2,10          | = 12 у гр А   |                      |                      |                      |                      | Није се квалификовао  | =29 / 32 (34) | [ 5 ]  |
| Ђорђе Кожул                                                         | троскок       | 17,11        | 16,37         | 12 у гр Б     |                      |                      |                      |                      | Није се квалификовао  | 20 / 32       | [ 5 ]  |
| Сејад Крџалић                                                       | бацање копља  | 83,34        | 75,94         | 9 у гр А      |                      |                      |                      |                      | Није се квалификовао  | 17 / 37       | [ 6 ]  |
| Иван Мустапић                                                       | бацање копља  |              | 73,34         | 13 у гр Б     | 26 / 37              |                      |                      |                      | Није се квалификовао  |               | [ 6 ]  |
| Бранислав Караулић Слободан Поповић Слободан Бранковић Исмаил Мачев | 4 х 400 м     |              | 3:03,89       | 3 у гр. 1 КВ  | 3:03,30 НР           | 5 у пф. 2            |                      |                      | Није се квалификовала | 15 / 21       | [ 7 ]  |

### Жене
| Атлетичарка        | Дисциплина | Лични рекорд | Квалификације | Квалификације | Полуфинале | Полуфинале   | Финале                | Финале     | Детаљи |
| Атлетичарка        | Дисциплина | Лични рекорд | Резултат      | Место         | Резултат   | Место        | Резултат              | Место      | Детаљи |
| ------------------ | ---------- | ------------ | ------------- | ------------- | ---------- | ------------ | --------------------- | ---------- | ------ |
| Слободанка Чоловић | 800 м      | 1:56,51      | 2:02,59       | 1 у гр. 1 КВ  | 1:58,85    | 5 у гр. 1 кв | 2:02,09               | 8 /28 (32) | [ 8 ]  |
| Амра Темим         | скок увис  |              | 1,88          | 7 у гр. А     |            |              | Није се квалификовала | =13 / 24   | [ 9 ]  |